# Centro de Artes e Espectáculos

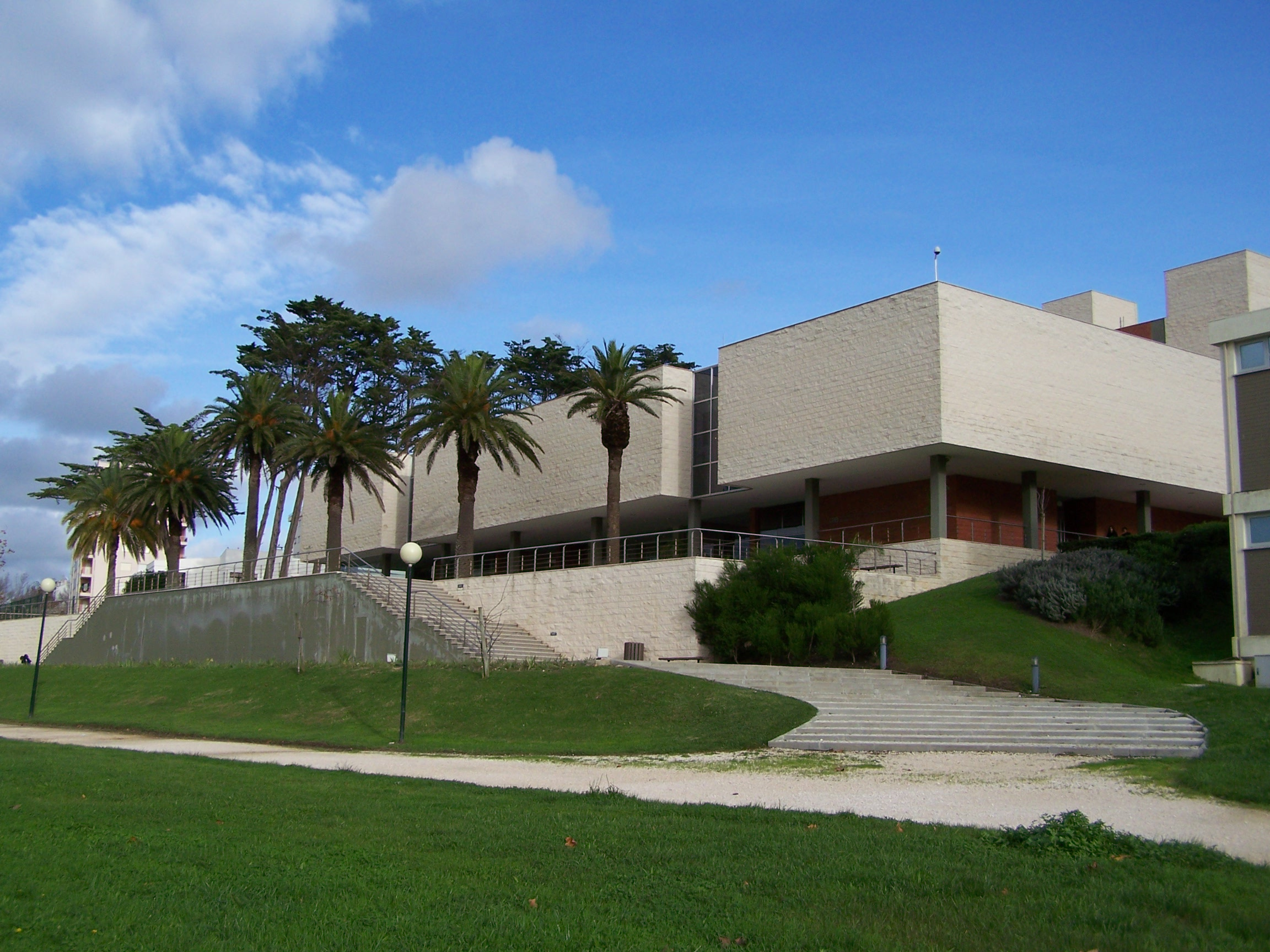
Das CAE (2006), vom Stadtpark Abadias aus gesehen

Das Centro de Artes e Espectáculos (CAE, dt.: Kunst- und Veranstaltungszentrum) ist ein Kulturzentrum in der portugiesischen Küstenstadt Figueira da Foz. Es ist in städtischem Besitz und wird heute vom städtischen Unternehmen Figueira Grande Turismo geführt.
Von Pedro Santana Lopes als Bürgermeister von Figueira da Foz bestellt, wurde es nach Plänen des Architekten Luís Marçal Grilo erbaut und 2002 eröffnet. Es liegt zentral, in direkter Nachbarschaft zum städtischen Museum Museu Municipal Santos Rocha und am weitläufigen Stadtpark Parque das Abadias angrenzend.
Es finden dort Konzerte (Jazz, Oper, Pop/Rock), Theater- und Kabarett-Vorstellungen statt. Es ist zudem das Programmkino der Stadt und zeigt wechselnde Ausstellungen überwiegend zeitgenössischer Fotografen, Maler, und anderer bildender Künstler. Mit seinem breitgefächerten Angebot ist das CAE ein bedeutender Veranstaltungsort der Region geworden, der auch landesweit Bedeutung gewann. Zur Verbesserung seiner Wirtschaftlichkeit verstärkt das CAE zunehmend seine Tätigkeiten als Kongresszentrum und als Veranstaltungsort publikumswirksamerer Darbietungen, etwa im Bereich gehobener Musikveranstaltungen.
Das CAE beherbergt einen großen Veranstaltungssaal mit 832 Plätzen und einen kleinen Saal mit 200 Plätzen. Dazu stehen eine Freiluft-Veranstaltungsfläche für 300 und zwei Mehrzweck-Räume für zusammen 100 Menschen zur Verfügung. Zusätzlich sind verschiedene Ausstellungsräume, ein pädagogisch betreuter Kinderbetreuungsraum und Ladenlokale (Bücher, Noten und Instrumente) dort untergebracht, ebenso Gastronomie mit Außenbereich zum anliegenden Stadtpark. Das CAE verfügt über eigene Tiefgaragen mit 200 Plätzen, einen Multibanco-Geldautomat und verschiedene vergünstigte Eintrittsregelungen für Studenten, Familien, Rentner und Gäste der wichtigsten Hotels der Stadt.